# Euphorbia ceratocarpa
Euphorbia ceratocarpa là một loài thực vật có hoa trong họ Đại kích. Loài này được Ten. mô tả khoa học đầu tiên năm 1811.

## Hình ảnh

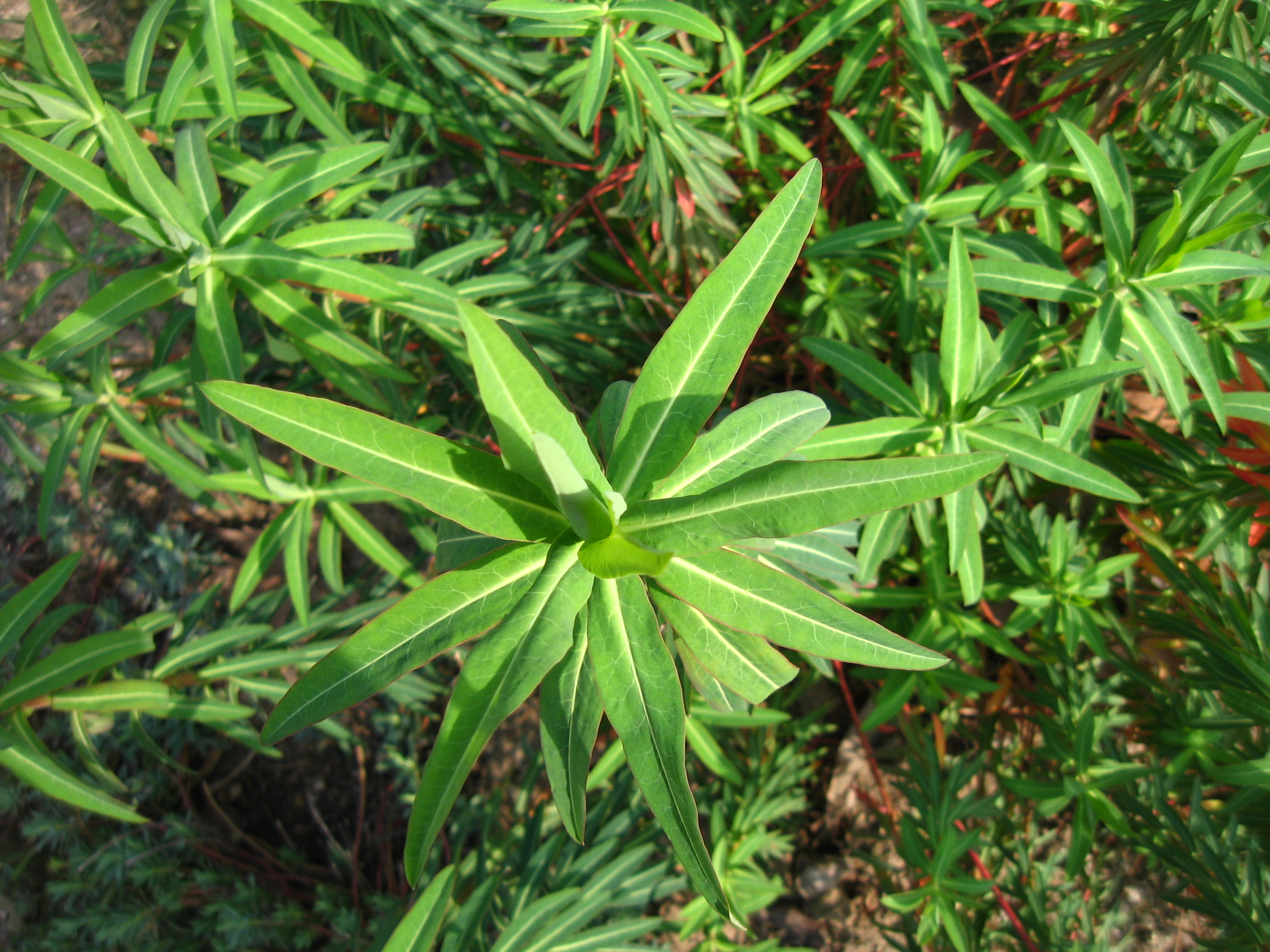